# École de spécialisation du matériel de l'armée de terre
Ecole de Spécialisation du Matériel de l'Armée de Terre
, en abrégé E.S.M.A.T.
Ancienne école militaire créée en 1976 sur le site de la Martinerie (Indre), disposant d'un terrain de 300 hectares dont 100 hectares pour la manœuvre ; Cette base fut un important corps de troupe de l'Armée Française comptant jusqu'à 4000 militaires. Dissoute en 1998.